# مارسيل كاربينتير
مارسيل كاربينتيّر (بالفرنسية: Marcel-Maurice Carpentier)‏ هو عسكري فرنسي، ولد في 2 مارس 1895 في مارسيليا في فرنسا، وتوفي في 14 سبتمبر 1977 في Mettray ‏ في فرنسا.

## روابط خارجية
- مارسيل كاربينتير على موقع مونزينجر (الألمانية)